# Paterna del Campo

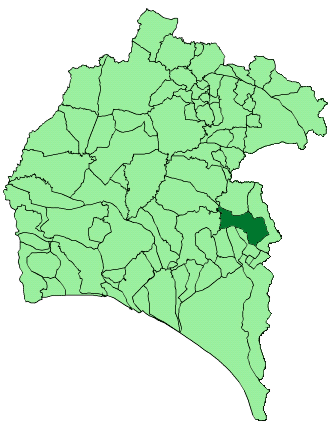
Localização de Paterna del Campo

Paterna del Campo é um município da Espanha na província de Huelva, comunidade autónoma da Andaluzia, de área 132 km² com população de 3736 habitantes (2007) e densidade populacional de 27,87 hab/km².

## Demografia
| Variação demográfica do município entre 1991 e 2004 | Variação demográfica do município entre 1991 e 2004 | Variação demográfica do município entre 1991 e 2004 | Variação demográfica do município entre 1991 e 2004 |
| --------------------------------------------------- | --------------------------------------------------- | --------------------------------------------------- | --------------------------------------------------- |
| 1991                                                | 1996                                                | 2001                                                | 2004                                                |
| 3848                                                | 3883                                                | 3858                                                | 3695                                                |